# Ілурат
Ілурат (грец. ʼΙλούρατον) — античне місто-фортеця в кримській частині Боспорського царства, що було розташоване за 17 км на захід від міста Пантікапей (біля сучасного села Іванівка Ленінського району АР Крим).
Вперше згадується Клавдієм Птолемеєм.

## Оборона система
Збудоване на високому плато, обмеженому з двох боків крутими схилами. Площа — 2,5 га. Місто засноване в середині 1 ст. н. е. як військовий пункт. Різниця в рівнях північно-східної та південно-західної частини складає 15 метрів, тому при його забудові використали тересну систему. Територія Ілурата була забудована за єдиним планом, обнесена по периметру мурами та вежами. Брами містилися посередині південно-західної та південно-західної частини мурів. Довжина південно-східної стіни 200 м, а південно-західної — 100 м. Найтовстішими були мури зі сторони плато, їх товщина досягала 2,5 метри. Після спорудження подвійного оборонного муру товщина мурів досягала 6,40 м. Перший мур був покладений із широких плит ракушняка на глині, з внутрішньої сторони вона була з бутового каміння.

## План
Основу плану становили дві головні широкі вулиці, що перетиналися під прямим кутом, та кілька другорядних вулиць. Археологи виділяють п'ять різновидів житлових будівель залежно від розташування приміщень навкруги мощеного плитами двору. Значну частину кожної будівлі становило велике приміщення з різними господарськими спорудами. На городищі відкрито також кілька вівтарів та святилище. Населення Ілурата займалося сільським господарством та різними ремеслами. Місто загинуло в 70-ті рр. 3 ст. внаслідок навали готів.
Перший опис городища зробив Павло Дюбрюкс. Археологічні розкопки провадились від 1947 року Віктором Гайдукевичем.
Координати — 45.28574, 36.29245